# ジェームズ・ムコヤマ
ジェームズ・ヒデフミ・ムコヤマ・ジュニア（James Hidefumi Mukoyama Jr.、日本名：向山 英文〈むこやま ひでふみ〉、1944年8月3日 - ）は、アメリカ合衆国の陸軍軍人。日系人。最年少でアメリカ陸軍の将官及び師団長に就任した人物。アジア系アメリカ人初の師団長でもある。陸軍に30年間勤務し、ベトナム戦争に従軍した。

## 経歴
イリノイ州シカゴに、日系1世の父と日系2世の母の間に生まれる。母方の家族はマンザナー強制収容所に抑留されていた。
予備役将校訓練課程（ROTC）のカール・シュルツ・ハイ・スクールを経て、イリノイ大学ネイビー・ピア校に通い、英語学の学士号と社会科教育（Teaching of Social Studies）の修士号を取得。イリノイ大学在学中もROTCに参加し、卒業後に正規の陸軍少尉に任官した。その後、歩兵士官基礎課程（Infantry Officers Basic Course）を修了し、ジャンプ・ウィング（空挺兵資格）を取得した。
ベトナム戦争に志願したが、まずは朝鮮に派遣された。1969年にベトナムに派遣され、1986年に当時の陸軍最年少の将官となった。少将昇進後まもない、湾岸戦争の「砂漠の嵐」作戦の際には第70訓練師団（第70歩兵師団）を指揮した。
1995年に退役した後は、日系人を含む退役軍人の援護に貢献した。
2022年6月10日、田島浩志在シカゴ日本国総領事より表彰を受ける。

## 栄典
- Army Distinguished Service Medal[6]
- 銀星章[7]
- レジオン・オブ・メリット[7]
- 銅星章[7][8]
- パープル・ハート章[7]
- メリトリアス・サービス・メダル[7]
- Air Medal[7]
- Army Commendation Medal[7]
- Army Achievement Medal[7]
- National Defense Service Medal[7]
- Armed Forces Expeditionary Medal[7]
- ベトナム戦争従軍記章[7]
- Armed Forces Reserve Medal[7]
- Badges: Combat Infantryman Badge, Expert Infantryman Badge, Parachutist Badge, Aircrewman Badge, Expert Marksmanship Badge[7]
- Illinois Veteran of the Month, May 2013[6]